# LG Optimus

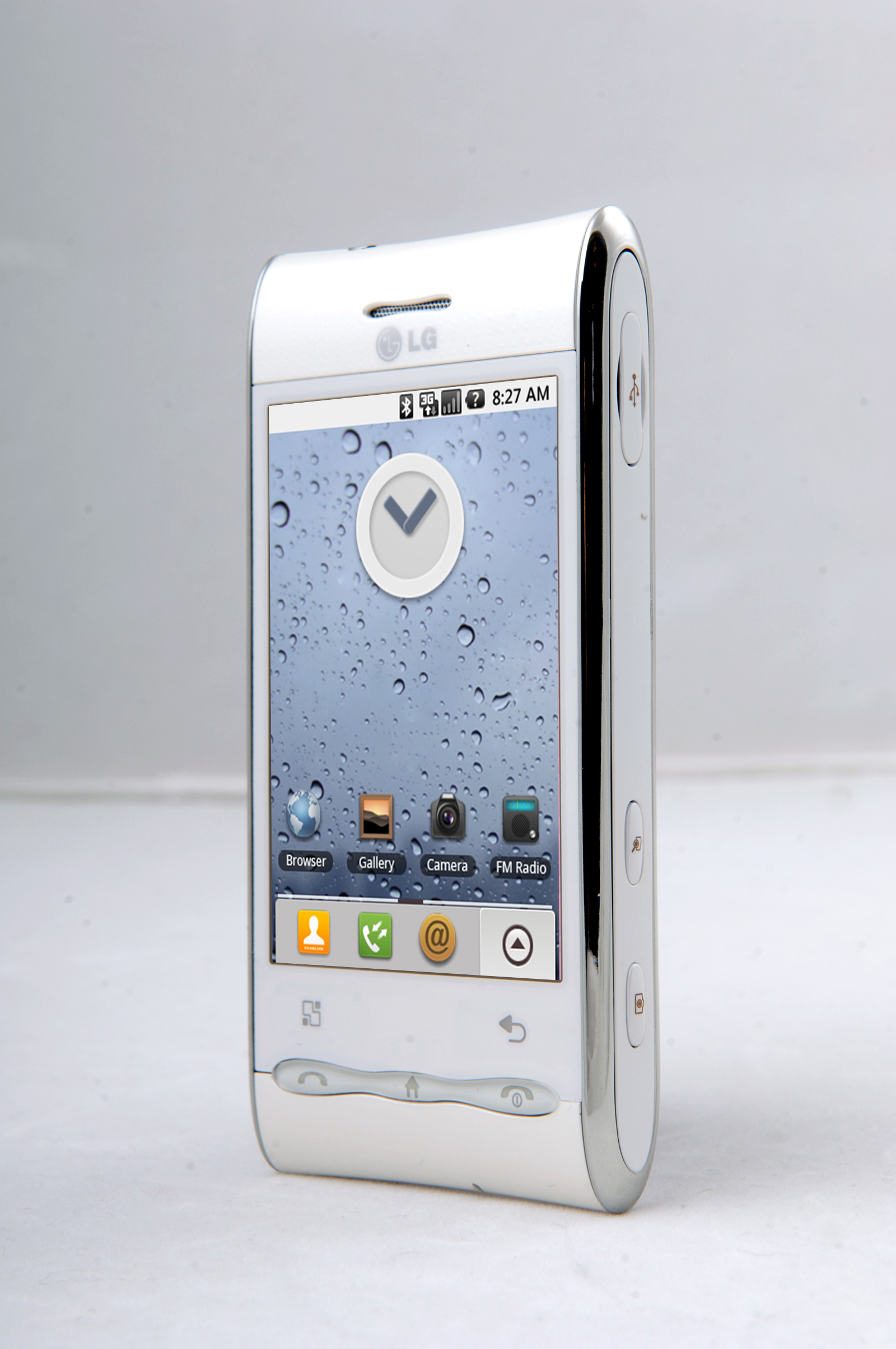
LG GT540 'Optimus'

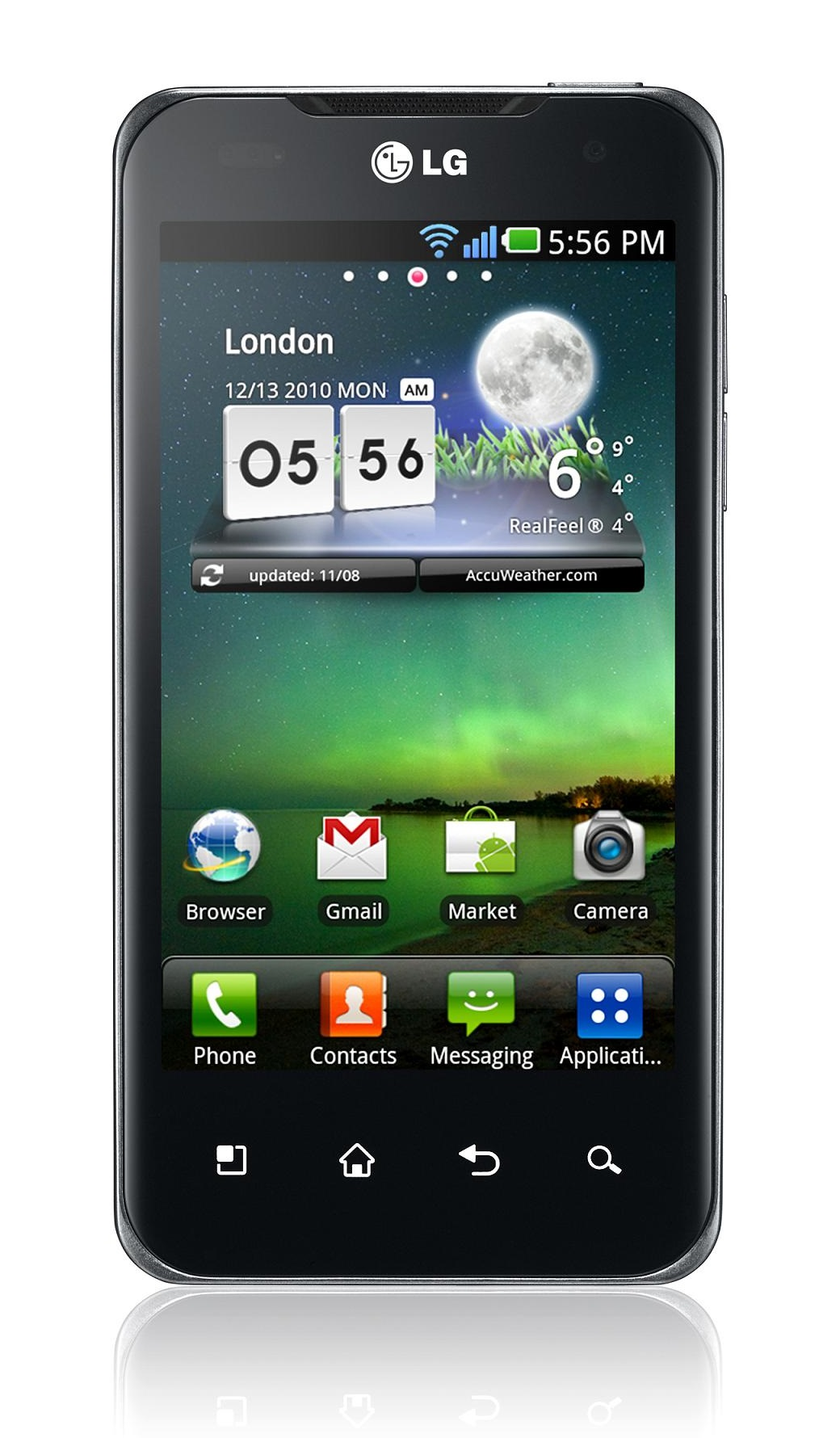
LG Optimus 2X

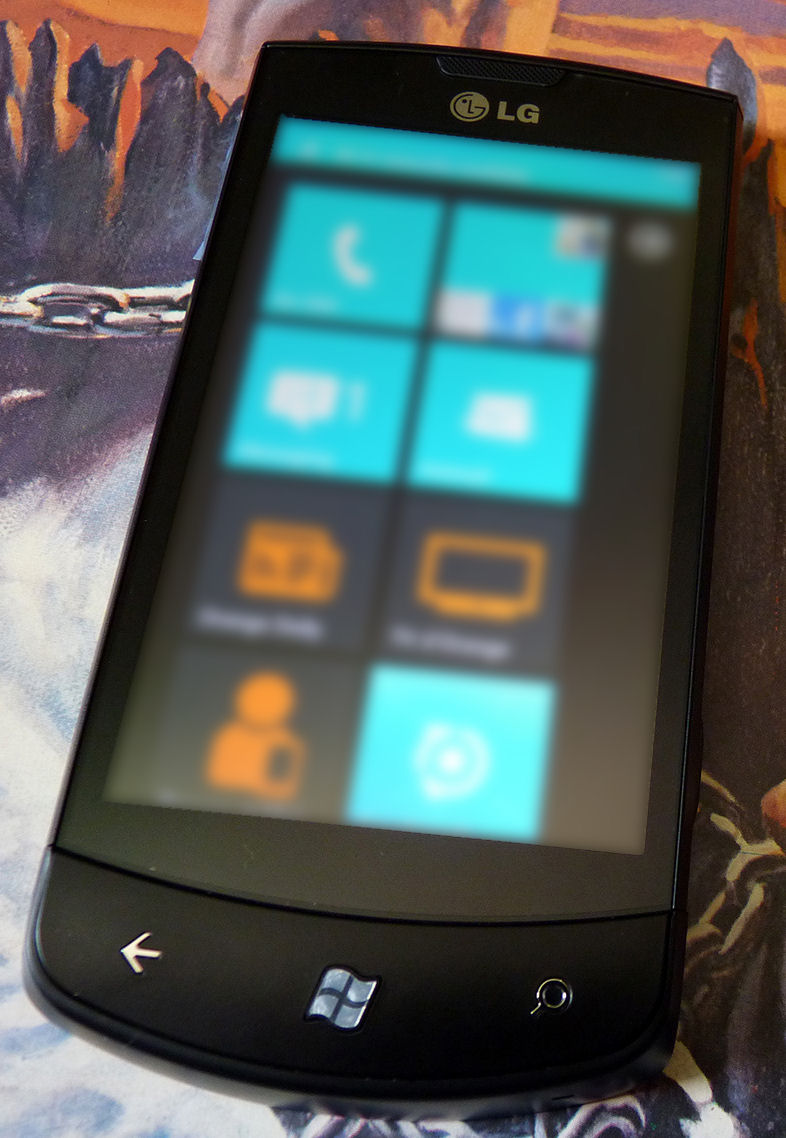
LG Optimus 7

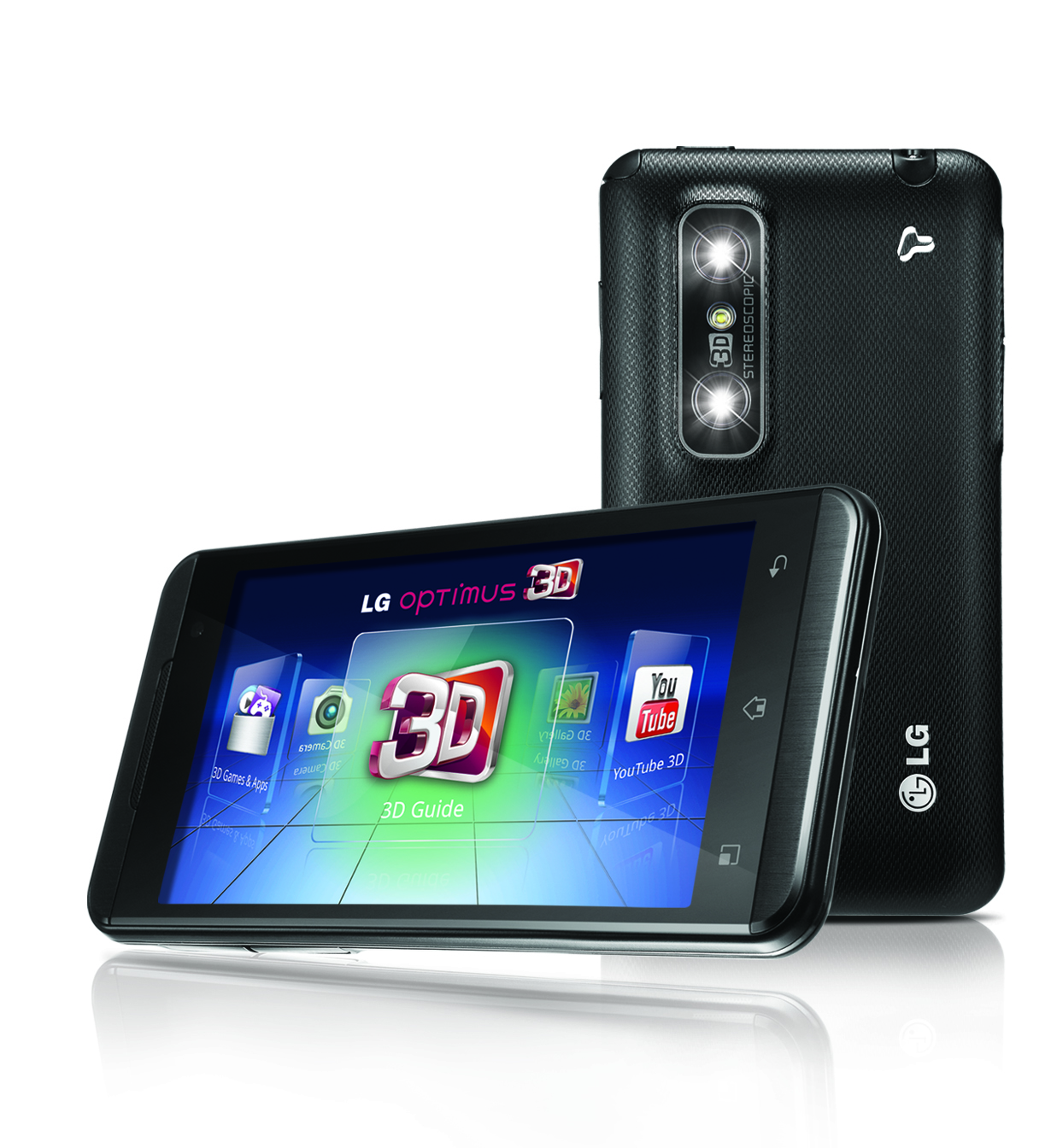
LG Optimus 3D

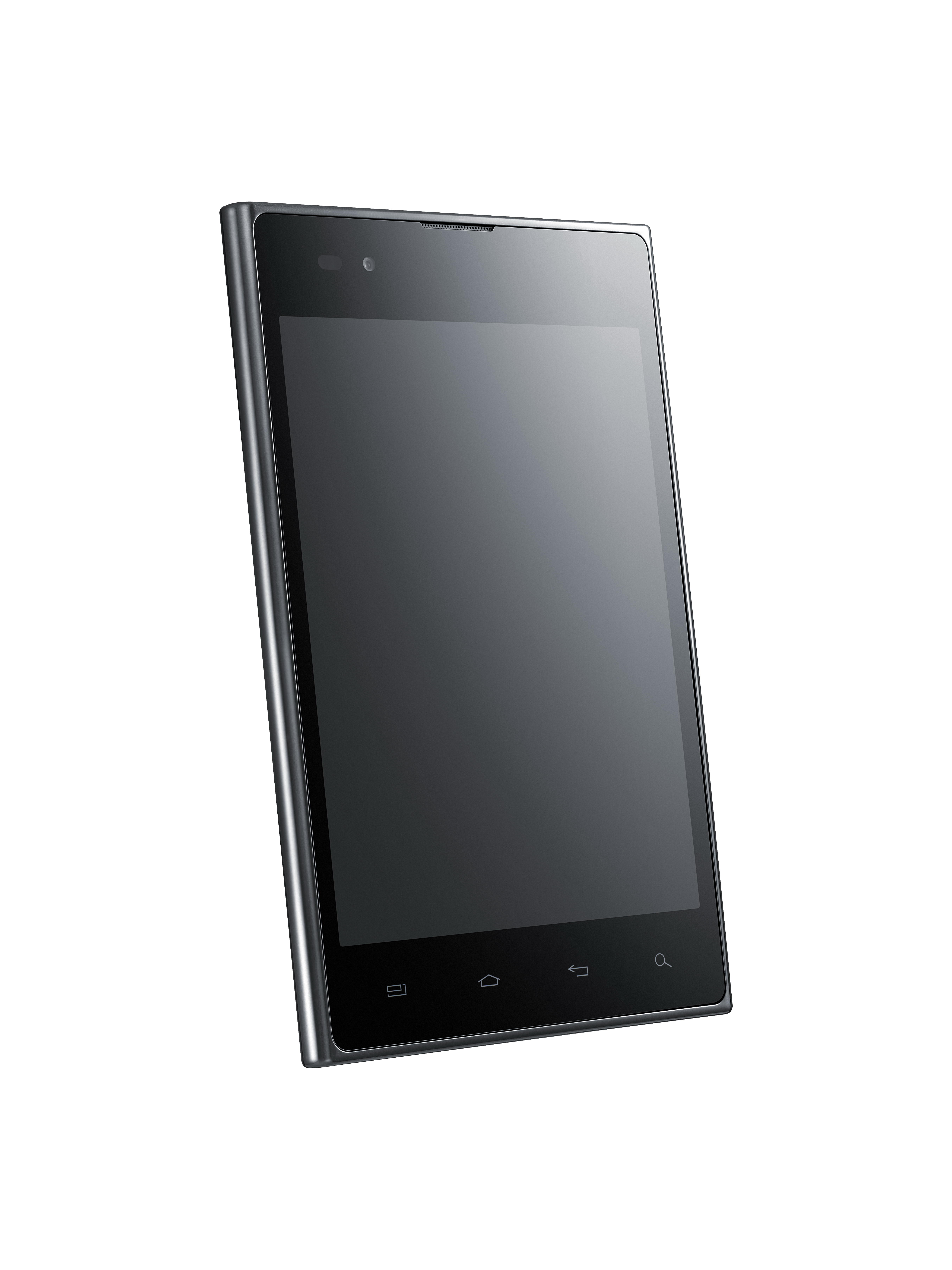
LG Optimus Vu

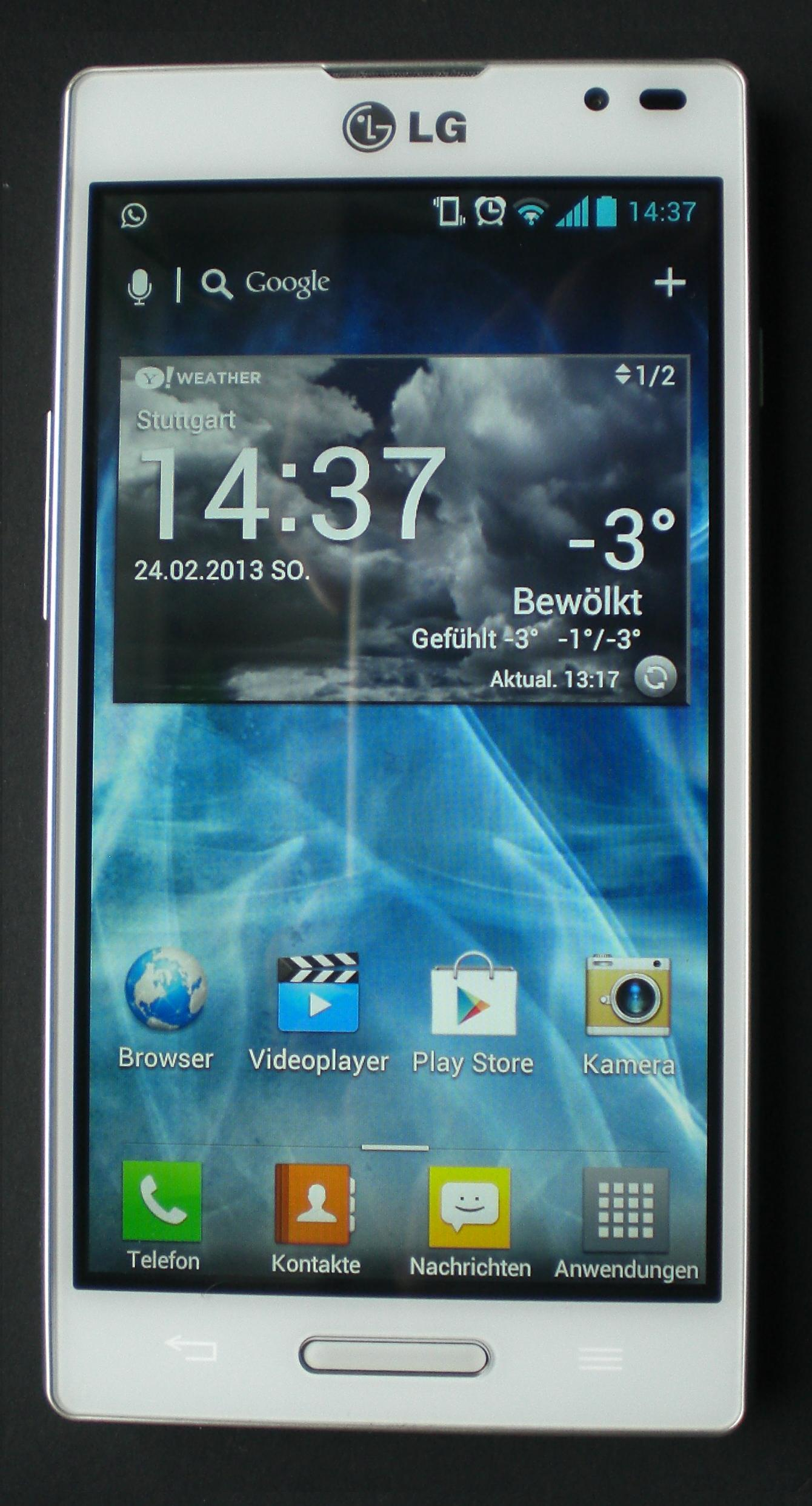
LG Optimus L9

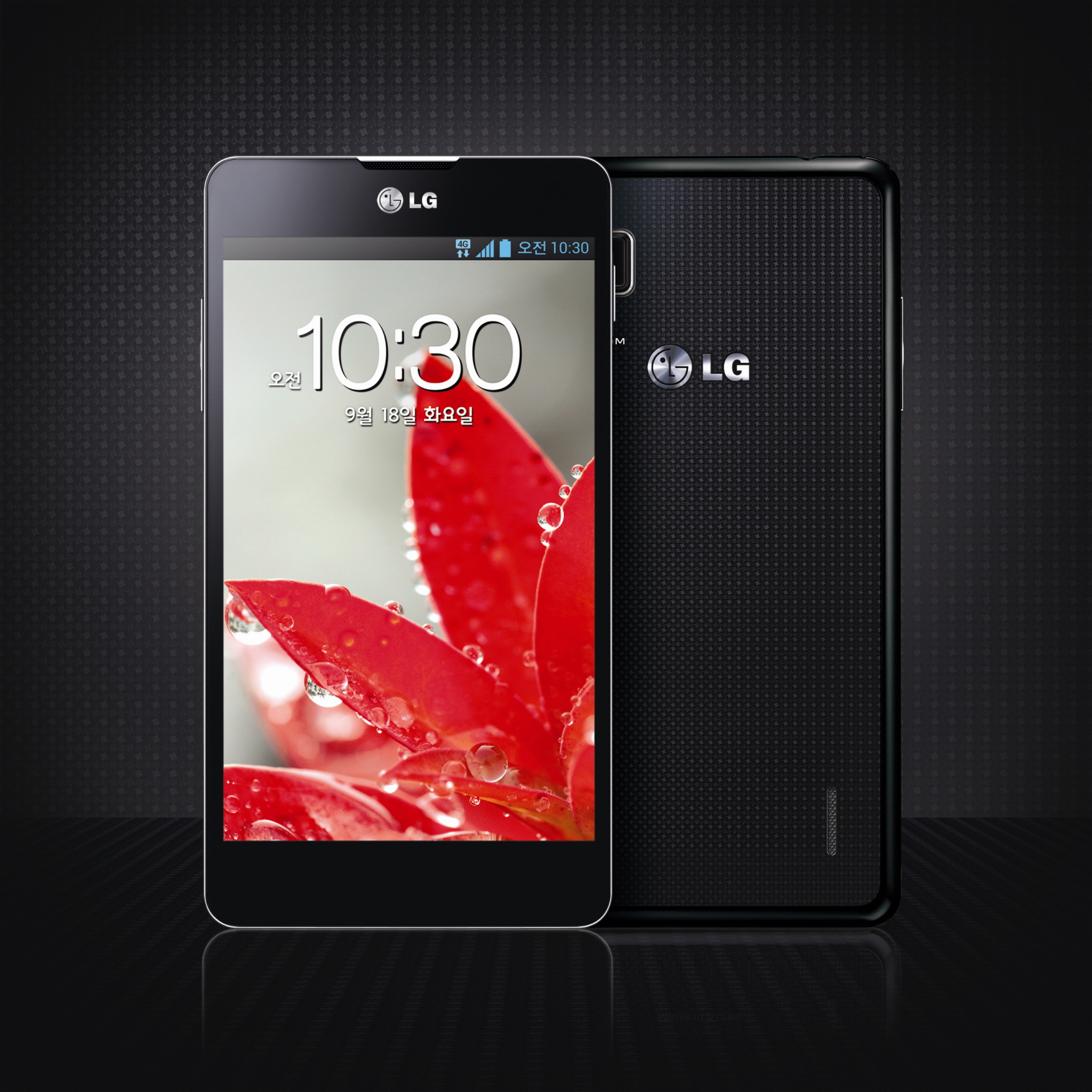
LG Optimus G

LG Optimus is een serie van smartphones ontwikkeld door het Zuid-Koreaanse conglomeraat LG. De toestellen draaien hoofdzakelijk op het besturingssysteem Android, maar er zijn ook Optimus-toestellen met Windows Phone geproduceerd. De reeks is onderverdeeld in verschillende andere series, die allemaal op een ander marktsegment focussen. De huidige topmodellen zijn de LG Optimus G en G Pro. Op 24 april 2013 werd bekendgemaakt dat LG 10,3 miljoen smartphones per jaar verkoopt, dat voor het grootste deel wordt veroorzaakt door bovengenoemde telefoons en de L-serie.

## Android

### LG GT540
De eerste smartphone van de reeks was de LG Optimus GT540. Deze was gelanceerd in juni van 2010. Het toestel werd als mid-rangesmartphone in de markt gezet. Het beschikte over een 3 inch-scherm, Android 1.6 en een Qualcomm-processor van 600 MHz.

### LG Optimus One
De daaropvolgende smartphone was de Opimus One die in oktober van 2010 werd gelanceerd. Doordat de telefoon compatibel moest zijn met verschillende netwerken, onderging het vele naamveranderingen, afhankelijk van de provider heette het toestel o.a. Optimus S (Sprint), Phoenix/Thrive (AT&T), Optimus T (T-Mobile US) en LG Vortex (Verizon). Daarnaast zijn er ook een aantal opvolgers van gekomen, waaronder:
- Optimus Chat, een toestel met een 2,8 inchscherm en een QWERTY-toetsenbord.
- Optimus Chic, deze had een verbeterde camera van 5 megapixel en een hogere uploadsnelheid van 2 MB/s.
- Optimus Net, dit toestel had een snellere processor van 800 MHz, maar een lagere downloadsnelheid van 3,6 MB/s.
- Optimus Pro, deze telefoon heeft een 2,8 inchscherm, een QWERTY-toetsenbord, een 800 MHz-processor en Android 2.3.

### LG Optimus 2X
Daarna kwam de LG Optimus 2X, dat 's werelds eerste smartphone werd met een dualcoreprocessor. De processor is van het type Tegra 2 van NVIDIA en is geklokt op 1 GHz. Ook bezat het over een HDMI-poort. Oorspronkelijk draaide het toestel op Android 2.2, maar het is te updaten naar versie 4.0.

### LG Optimus 3D
Ook werden de Optimus 3D en 3D Max gelanceerd, die allebei een 3D-scherm bezaten. Om het 3D-effect te ervaren, moest de gebruiker een knop indrukken. Ook beschikte de telefoon over twee camera's, die samen één beeld creëerde om een 3D-foto/filmpje te maken.

### LG Optimus 4X HD
Op het MWC 2012 werd de 4X HD gelanceerd, een van de eerste smartphones die over een quadcoreprocessor bezit. Ook beschikt het over een HD-scherm van 1280 × 720 pixels en Android 4.0.

### LG Optimus Vu
De LG Optimus Vu is oorspronkelijk ontworpen om de concurrentie aan te gaan met de Samsung Galaxy Note, die ook een groot scherm heeft. In vergelijking met de Note heeft de Optimus Vu een iets kleiner scherm dat in een 4:3-verhouding staat (in plaats van de standaard gebruikte 16:9-verhouding). Ondanks dat de phablet een opvolger heeft gekregen, is het door velen gezien als een flop.
Op 18 juli 2013 heeft LG bekendgemaakt dat het de naam "Optimus" voor de Vu-serie laat vallen. Toestellen zullen simpelweg "LG VU" gaan heten, maar de F- en L-serie van het bedrijf behouden het "Optimus"-merk.

### LG Optimus G
LG's huidige vlaggenschip is de LG Optimus G, een smartphone met een 4,7 inchscherm van 1280 × 768 pixels. Het beschikt tevens over Snapdragon S4 Pro-processor met vier kernen van de fabrikant van Qualcomm. Het toestel werd in vier maanden tijd meer dan één miljoen keer verkocht en is in Nederland en België verkrijgbaar.
Daarnaast heeft LG er ook een phablet-versie uitgebracht, de Optimus G Pro. Deze heeft, net als de Samsung Galaxy Note II een 5,5 inchscherm, maar is de resolutie hoger met 1920 × 1080 pixels. Het toestel is te koop in de Benelux en schijnt in Zuid-Korea binnen 40 dagen een half miljoen keer verkocht te zijn.
De opvolger van de Optimus G zal, net als de Vu-serie, niet meer het merk "Optimus" dragen. Deze zal de dus de "LG G2" heten.

### LG Optimus L-serie
De LG Optimus L-serie is een lijn smartphones die gericht is naar mensen die voor een laag bedrag een kwalitatief goede smartphone willen hebben. De serie werd voor het eerst aangekondigd op het MWC 2012 en bestaat inmiddels al uit de volgende telefoons:
- LG Optimus L3
- LG Optimus L5
- LG Optimus L7
- LG Optimus L9

Een jaar na de introductie werd de tweede generatie toegevoegd:
- LG Optimus L3 II
- LG Optimus L5 II
- LG Optimus L7 II

### LG Optimus F-serie
Deze subserie van smartphones is gericht op het verspreiden van 4G. De F-lijn werd samen met de tweede generatie van de L-serie geïntroduceerd, maar is aanvankelijk duurder dan de L-serie. Op het moment bestaat de serie uit twee telefoons:
- LG Optimus F5
- LG Optimus F7

## Windows Phone
Voor de Optimus-lijn heeft LG niet alleen Android gebruikt, maar ook Windows Phone. De eerste telefoon was de in 2010 gelanceerde LG Optimus 7, die een 3,8 inch groot scherm heeft. De telefoon heeft drie varianten gekregen:
- LG Optimus Quantum, deze heeft een uitschuifbaar toetsenbord ingebouwd.
- LG Optimus 7 Jil Sander, een smartphone met een ander uiterlijk ontworpen door het modebedrijf Jil Sander.
- LG Optimus 7.5, deze telefoon is een upgrade van de Optimus 7 en heeft standaard Windows Phone 7.5 Mango geïnstalleerd.